# Bernsteindepot von Basonia

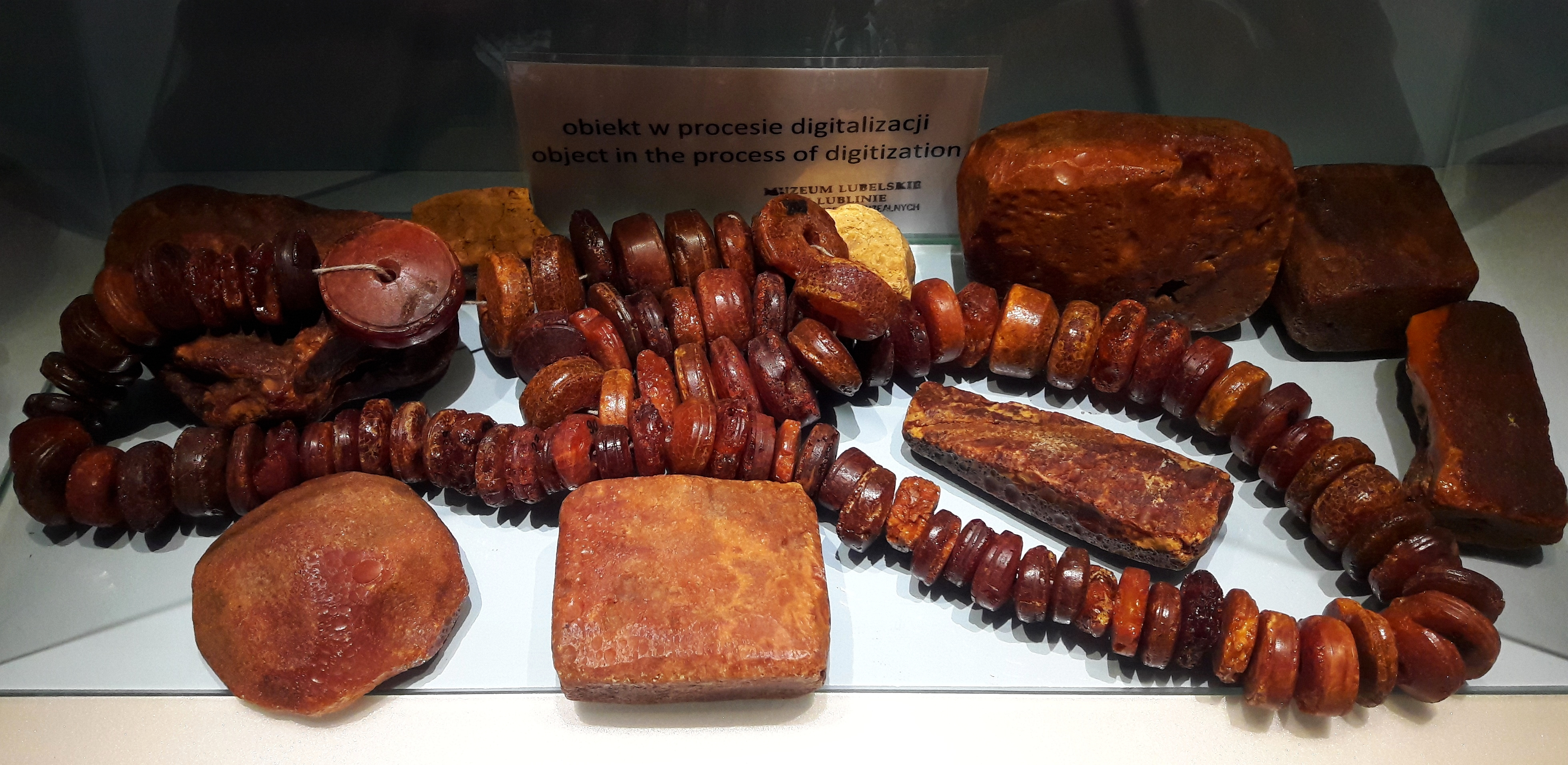
Bernsteindepot von Basonia

Das Bernsteindepot von Basonia (polnisch Skarb bursztynu z Basoni) wurde 1914 in Basonia in der Woiwodschaft Lublin in Polen am sumpfigen Ostufer der Weichsel gefunden.
Der erste Bericht über das unsachgemäß geborgene und verwahrte Bernsteindepot wurde 1937 veröffentlicht. Das ungefähre Gewicht des Fundes wurde auf der Grundlage von Zeugenberichten geschätzt, die Jahre später gesammelt wurden. Daher sind der genaue Fundort, das Gewicht und der archäologische Kontext unbekannt. Der Bericht aus dem Jahr 1937 schätzte das Gewicht auf 30 kg Bernsteinprodukte und mehrere Zentner Rohbernstein (in späteren Veröffentlichungen wurden bis zu 300 kg angegeben). Der Hortfund bestand wohl aus 304 fertigen und halbverarbeiteten Bernsteinperlen (erhalten sind 253), 11 Fragmenten und 18 Klumpen Rohbernstein.
Der Archäologe Przemysław Wielowiejski wies darauf hin, dass die Zahlen mangels Dokumentation des Fundes ungenau sind. Seiner Analyse zufolge dominieren Perlen verschiedener Größen und Formen den Fund, wobei alle Produkte typische Einflüsse mehrerer Phasen der römerzeitlichen Kultur aufweisen. Die jüngste dokumentierte Gruppe aus dem 5. Jahrhundert n. Chr. assoziiert der Autor mit dem Zeitpunkt der Deponierung des Schatzes. Das Material enthält für die westbaltische Kultur charakteristische Perlen. Auf dieser Grundlage schlussfolgert Wielowiejski, dass die Produkte in Werkstätten dieser Kultur hergestellt wurden. Untersuchungen des Bernsteins aus Basonia mittels Infrarot-Absorptionsspektrometrie ergaben, dass es sich um baltischen Bernstein handelt.